# Оливие Стрели
Оливие Стрели (на френски: Olivier Strelli) е белгийски моден дизайнер.

## Биография
Той е роден през 1946 година в Леополдвил в семейството на гръцки и италиански евреи и първоначално носи името Нисим Исраел. След като Конго получава независимост през 1960 година, семейството му се премества в Белгия, където той учи текстилен дизайн в Турне. През 1974 година открива своя модна къща в Брюксел и през следващите години получава международна известност.